# ダルマチア語
ダルマチア語（ダルマチアご、Dalmatian language）は、クロアチアのダルマチア海岸とモンテネグロのコトル（Kotor、イタリア名：Cattaro）南部で使用されていたロマンス語の一種である。既に絶滅している。
ダルマチア語を話す人々はザダル、トロギル、スプリト、ドゥブロヴニク、コトル湾の海岸沿いの町に住み、それぞれの町ごとに異なる方言があった。また、クルク島、ツレス島、ラブ島などダルマチア諸島の島々にもその話者が住んでいた。14世紀に成立したラグサ共和国ではダルマチア語のラグサ方言が公用語とされていたが、スラブ民族の拡大に伴って廃れ、16世紀には既にほとんど絶滅状態となった。
ダルマチア語の最後の話者はトゥオネ・ウダイナで、リエカの沖合にあるヴェリア島（クルク島）に生まれた彼は、ダルマチア語のヴェリア方言を理解できた。爆弾によってウダイナが亡くなりダルマチア語が絶滅する前年の1897年、ウダイナを訪れたイタリアの言語学者であるマッテオ・バルトリが約2,800の単語や文章、ウダイナの人生を書き留め、これは単語・発音・文法などでほぼ唯一の完全なダルマチア語の研究資料となった。バルトリの研究成果はドイツ語により1906年に出版されたが、イタリア語で書き留められた彼のノートは失われ、イタリア語での出版は2001年まで行われなかった。

## 言語名別称
- ダルマティア語
- ラグーザ語（Ragusan）
- ヴェリャ語（Vegliote）
- Dalmato-Romanic